# بيير باسكال
بيير باسكال (بالفرنسية: Pierre Pascal)‏ هو شاعر فرنسي، ولد في 16 أبريل 1909 في ليل في فرنسا، وتوفي في 13 يناير 1990 في روما في إيطاليا.